# Aïda Yazbeck
Aïda Yazbeck es una monja católica chadiana, directora del Centro Cultural Al-Mouna en Yamena, Chad. Su trabajo se centra en educar grupos nacionales e internacionales y ONG sobre los conflictos entre diferentes grupos en Chad. Al capacitar a las personas en la resolución de conflictos, su organización busca promover el respeto entre grupos culturalmente diferentes y promover la paz en todos los aspectos de la vida.

## Activismo
Yazbeck y su fundación trabajaron con grupos de fuera de Chad para promover la resolución de conflictos. Estos incluyen la Embajada suiza en Chad y la Fundación Ginebra Córdoba, quien ayudaron a capacitar al personal del Centro Cultural para entender los tipos de conflicto y como resolverlos pacíficamente.
En abril de 2020, la hermana Yazbeck cambió sus esfuerzos para ayudar a combatir la pandemia de la COVID-19. Junto con los voluntarios del Centro Cultural, Yazbeck ayudó a distribuir desinfectante de manos, bebidas, y máscaras a quien las necesitaba en la capital. Además, ayudó a organizar una campaña virtual de concienciación sobre formas de mitigar el impacto de la pandemia.